# 김두진 (배우)
김두진(1983년 1월 23일 ~ )은 대한민국의 배우이다.

## 학력
- 동국대학교 연극학 학사

## 출연작

### 영화
- 《꽃비》 (2010년) - 동일 역[2]

### 드라마
- 《대한민국 변호사》 (2008년, MBC)[3]

### 연극
- 《작업의 정석》 - 멀티남 역
- 《라이어 1탄》 - 트로우튼 역
- 《두 여자》 - 형사 역
- 《완득이》
- 《우리들의 일그러진 영웅》
- 《우동한그릇》 (2009년)

### 방송
- 《딩동댕유치원》- (시즌8)(뚜앙체조)

삼촌 역